# Filamento (astronomia)
I Filamenti di galassie (che comprendono i sottotipi: Complessi di superammassi, Muri di galassie e Piani di galassie), sono tra le più grandi strutture dell'Universo. Sono enormi formazioni filiformi, con una lunghezza tipica di 50 a 80 h−1 Mpc (da 163 a 261 milioni di anni luce), e formano i confini tra grandi vuoti dell'universo.

## Descrizione
La maggior parte della materia visibile nell'universo si raccoglie in galassie, che a loro volta si aggregano in ammassi che possono contenere da 1013 a 1016 masse solari. Successivamente questi si associano per formare gruppi più grandi, i superammassi, che risultano essere i maggiori elementi visibili dell'Universo, fino a raggiungere grandezze dell'ordine di decine di milioni di parsec. Questi superammassi sono collegati da filamenti luminosi di galassie, che separano zone scure di spazi vuoti che hanno dimensioni di decine di milioni di parsec.
Nel loro insieme, i superammassi e i filamenti che li collegano fanno parte di un'unica struttura filamentosa, cioè di un unico filamento. Tutti questi elementi sono disposti in modo tale da disegnare una forma che ricorda una spugna. Se consideriamo complessivamente questi elementi, si deduce che nell'Universo a grande scala tutta la materia, luminosa ed oscura, è distribuita piuttosto omogeneamente.
Nel modello standard dell'evoluzione dell'universo, i filamenti galattici si dispongono e seguono la ragnatela di stringhe della materia oscura. Si ritiene che proprio la materia oscura organizzi la struttura dell'Universo a larga scala. La materia oscura attira gravitazionalmente la materia barionica, e quest'ultima è ciò che vediamo sotto forma di grandi strutture come filamenti e superammassi.
La scoperta delle grandi strutture si è sviluppata a partire dagli inizi degli anni '80. Nel 1987, l'astronomo R. Brent Tully dell'Università delle Hawaii individuò ciò che fu chiamato il Complesso di superammassi dei Pesci-Balena. Nel 1989 fu la volta della Grande Muraglia CfA2, seguito dal Sloan Great Wall nel 2003. Nel gennaio 2013, i ricercatori guidati da Roger Clowes dell'Università del Lancashire Centrale annunciarono la scoperta di un ammasso di quasar, lo Huge-LQG, che fece sembrare piccoli i filamenti galattici precedentemente scoperti. Nel novembre 2013, utilizzando il rilevamento di lampi di raggi gamma come punti di riferimento, astronomi ungheresi e americani hanno scoperto la cosiddetta Great GRB Wall (o Hercules-Corona Borealis Great Wall), un enorme filamento della lunghezza di oltre 10 miliardi anni luce.
Nel 2006, gli scienziati hanno annunciato la scoperta di EQ J221734.0+001701, formato da tre filamenti allineati che nell'insieme costituiscono una delle più grandi strutture conosciute attualmente, composta da un denso agglomerato di galassie e da enormi bolle di gas, note come Blob Lyman-alfa.

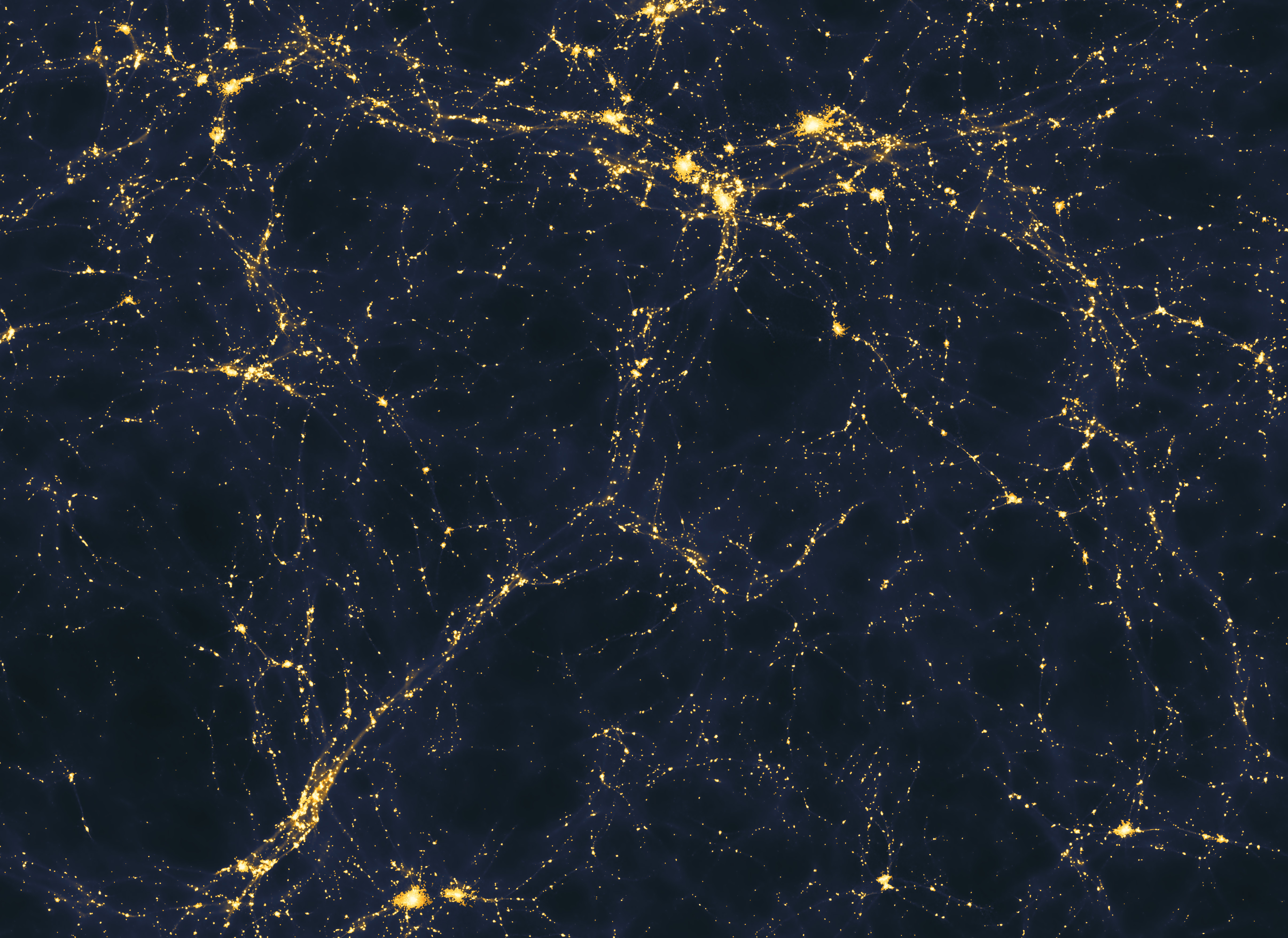
Filamenti, Muri e Vuoti concorrono a formare una sorta di ragnatela

## Filamenti di Galassie
| Nome                                               | Anno scoperta | Distanza media | Dimensioni   | Note |
| -------------------------------------------------- | ------------- | -------------- | ------------ | --- |
| Filamento della Chioma                             |               |                | oltre 18 Mpc | Il Superammasso della Chioma giace all'interno del Filamento della Chioma. Forma parte della Grande Muraglia CfA2.                                                                                |
| Filamento di Perseo-Pegaso                         | 1985          |                | 300 Mpc      | Connesso al Superammasso dei Pesci-Balena, include il Superammasso di Perseo-Pesci. |
| Filamento dell'Orsa Maggiore                       |               |                |              | Connesso al CfA Homunculus, una porzione del filamento forma una parte della "gamba" dell'Homunculus.                                                                                             |
| Filamento della Lince-Orsa Maggiore (LUM Filament) | 1999          | ~ 60 h¯¹ Mpc   |              | Connesso con il Superammasso della Lince-Orsa Maggiore pur essendo due strutture separate di una struttura più grande.                                                                            |
| Filamento CLG J2143-4423 A                         | 2004          | z = 2,38       | 110 Mpc      | Scoperto nel 2004, è un filamento situato intorno al protoammasso ClG J2143-4423 della lunghezza della Grande Muraglia CfA2. Nel 2008 risultava la più grande struttura a redshift superiore a 2. |

- Gli astronomi Adi Zitrin e Noah Brosch, nel 2008, hanno proposto l'esistenza di un corto filamento nelle vicinanze della Via Lattea e del Gruppo Locale, identificato tramite un allineamento di galassie starburst.[23] La conferma di questo filamento e l'identificazione di un altro simile, benché più corto, è stato il risultato di uno studio di McQuinn e altri (2014) basato sulle misurazioni delle distanze utilizzando il metodo TRGB.[24]

## Muri di galassie
| Nome | Anno scoperta | Distanza media | Dimensioni | Note |
| --- | ------------- | -------------- | --- | --- |
| Grande Muraglia CfA2 (Muro della Chioma, Grande Muraglia, Coma Wall, Northern Great Wall, Great Northern Wall) | 1989          | z = 0,03058    | 251 Mpc in lunghezza (750 milioni di anni luce in lunghezza, 250 milioni di anni luce in larghezza e spessore di 20 milioni di anni luce | Questa è stata la prima super o pseudo-struttura scoperta. Il CfA Homunculus è situato nel cuore della Grande Muraglia CfA2, ed il Superammasso della Chioma forma la maggior parte della struttura dell'Homunculus. L'Ammasso della Chioma è al centro del superammasso. |
| BOSS Great Wall (BGW)                                                                                          | 2016          | z = 0,47       | 1 miliardo di anni luce | Costituito principalmente da 4 superammassi di galassie; in massa e volume supera quelle dello Sloan Great Wall. |
| Sloan Great Wall (SDSS Great Wall)                                                                             | 2003          | z = 0,07804    | 433 Mpc di lunghezza | Era il più grande filamento di galassie noto, fino alla scoperta del Great GRB Wall (Hercules-Corona Borealis Great Wall) dieci anni dopo. |
| Muro dello Scultore (Southern Great Wall, Great Southern Wall, Southern Wall)                                  |               |                | 8000 km/s in lunghezza, 5000 km/s in larghezza, 1000 km/s in profondità                                                                  | Il Muro dello Scultore è "parallelo" al Muro della Fornace e "perpendicolare" al Muro della Gru. |
| Muro della Gru                                                                                                 |               |                | | Il Muro della Gru è "perpendicolare" al Muro della Fornace e al Muro dello Scultore. |
| Muro della Fornace                                                                                             | 1953          |                | 135 milioni di anni luce | In origine denominato Southern Supercluster. L'Ammasso della Fornace è una parte di questo muro, che è "parallelo" al Muro dello Scultore e "perpendicolare" al Muro della Gru.                                                                                           |
| Great GRB Wall (Hercules-Corona Borealis Great Wall)                                                           | 2013          | z ~ 2          | 3 Gpc di lunghezza, 150 000 km/s in profondità                                                                                           | È la più grande struttura conosciuta dell'Universo osservabile. |
| Giant GRB Ring                                                                                                 | 2015          | z ~ 0,78       | 5,6 miliardi di anni luce di lunghezza                                                                                                   | Al momento è la seconda più grande struttura conosciuta dell'Universo osservabile. |

- Un'altra struttura proposta è la Grande Muraglia del Centauro (o "Grande Muraglia della Fornace" o "Grande Muraglia della Vergine"), che dovrebbe comprendere il Muro della Fornace come sua porzione (visualmente creata dalla Zona di evitamento), prolungandosi con il Superammasso del Centauro e il Superammasso della Vergine (o Superammasso Locale), che contiene la nostra Via Lattea (in tal modo potrebbe essere definito Grande Muraglia Locale.[28][29]
- È stato proposto un muro quale espressione fisica del Grande Attrattore che includerebbe l'Ammasso del Regolo. Pertanto viene talvolta riferita come il Muro del Grande Attrattore o Muro del Regolo.[31] Tuttavia con la scoperta del Superammasso Laniakea, il Grande Attrattore, il Superammasso dell'Idra-Centauro e il Superammasso della Vergine sono ora inclusi nella nuova superstruttura.[32]
- Un muro è stato proposto nel 2000, situato a z = 1,47 in vicinanza della radiogalassia B3 0003+387.[33]
- Un muro è stato proposto nel 2000, situato a z = 0,559 nell'area settentrionale del Campo profondo di Hubble (HDF North).[34][35]

### Ammassi di Quasar (Large Quasar Groups o LQGs)
Gli Ammassi di Quasar (Large Quasar Groups o LQGs) sono alcune delle più grandi strutture conosciute. Si ipotizza che possano essere protoiperammassi/protosuperammassi-complessi/precursori di filamenti galattici.
| Nome                                | Anno scoperta | Distanza media | Dimensioni                       | Note |
| ----------------------------------- | ------------- | -------------- | -------------------------------- | --- |
| Clowes-Campusano LQG (U1.28, CCLQG) | 1991          | z = 1,28       | 630 Mpc di lunghezza             | Dal 1991 a 2011, fino alla scoperta di U1.11, è stata la più grande struttura conosciuta.                                                                           |
| U1.11                               | 2011          | z = 1,11       | 780 Mpc di lunghezza             | Era la più grande struttura conosciuta fino alla scoperta, alcuni mesi dopo, dello Huge-LQG.                                                                        |
| Huge-LQG                            | 2012          | z = 1,27       | dimensioni di 500 Mpc x 1240 Mpc | È stata la più grande struttura conosciuta dell'Universo osservabile, fino alla scoperta, un anno dopo, del Great GRB Wall o (Hercules-Corona Borealis Great Wall). |

## Mappa dei Muri di Galassie più vicini

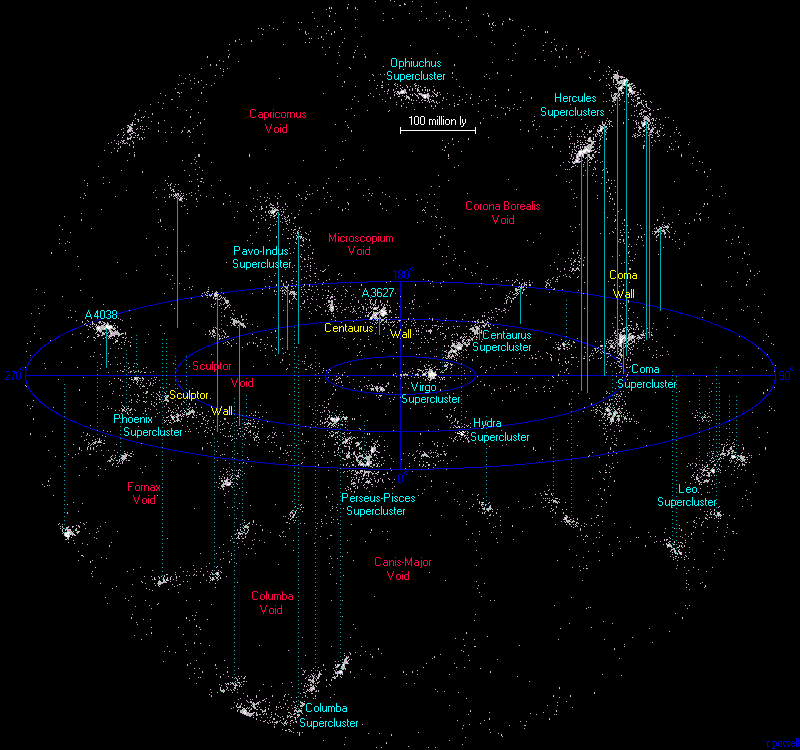
L'Universo e i Muri di Galassie entro 500 milioni di anni luce dalla Terra.

## Complessi di Superammassi
| Nome                                       | Anno scoperta | Distanza media | Dimensioni                                                       | Note                                                      |
| ------------------------------------------ | ------------- | -------------- | ---------------------------------------------------------------- | --------------------------------------------------------- |
| Complesso di superammassi dei Pesci-Balena | 1986          |                | dimensioni di 1 miliardo di anni luce x 150 milioni di anni luce | Contiene il Superammasso della Vergine e il Gruppo Locale |

## Mappe della distribuzione a larga scala

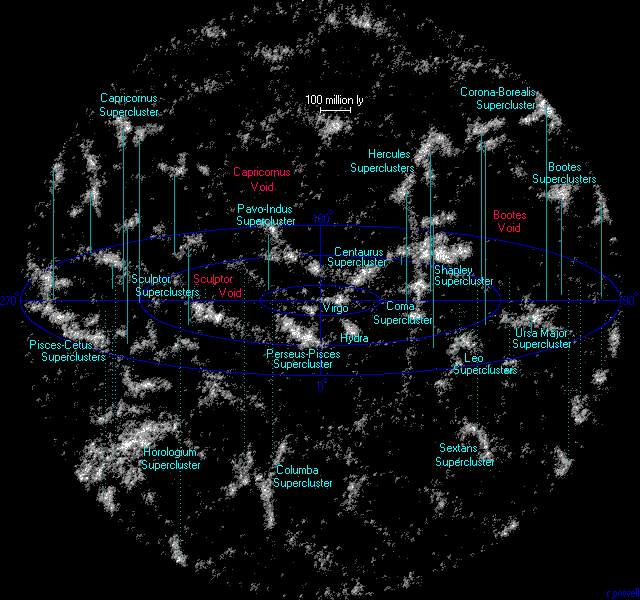
L'Universo entro 1 miliardo di anni luce (307 Mpc) dalla Terra; la mappa mostra superammassi, filamenti e vuoti.
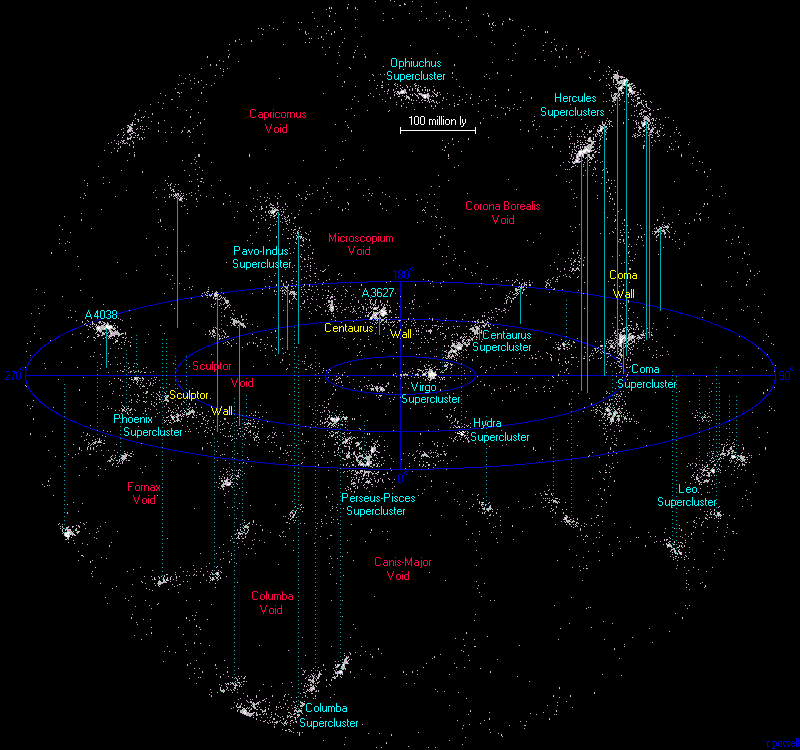
Mappa dei muri, vuoti e superammassi più vicini.
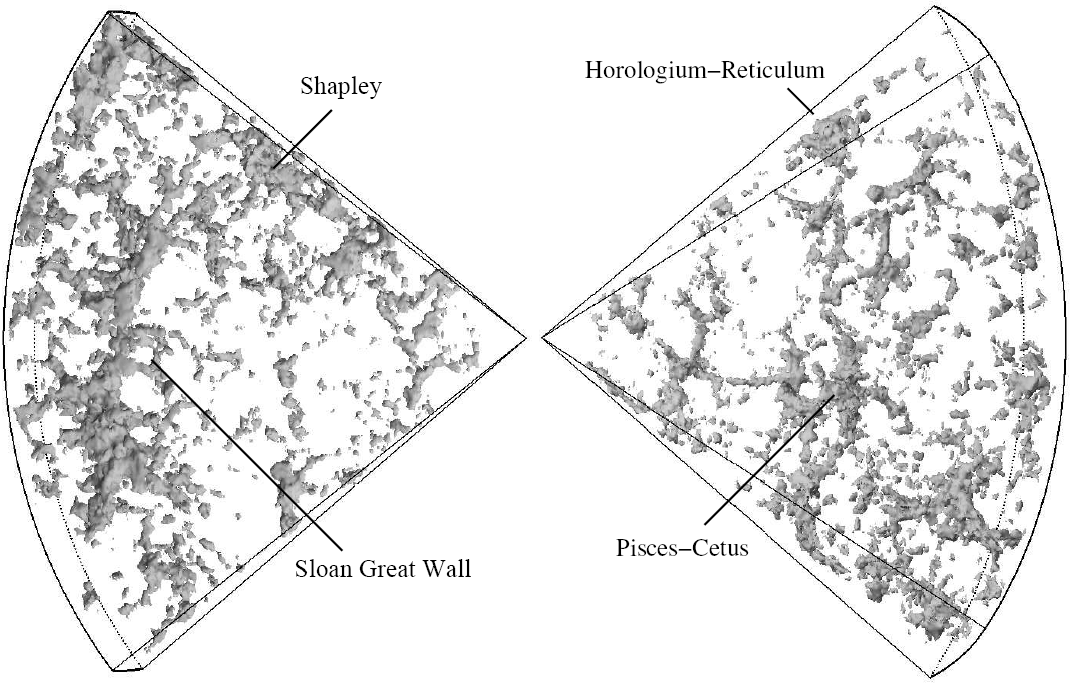
Mappa del 2dF survey, contenente lo Sloan Great Wall
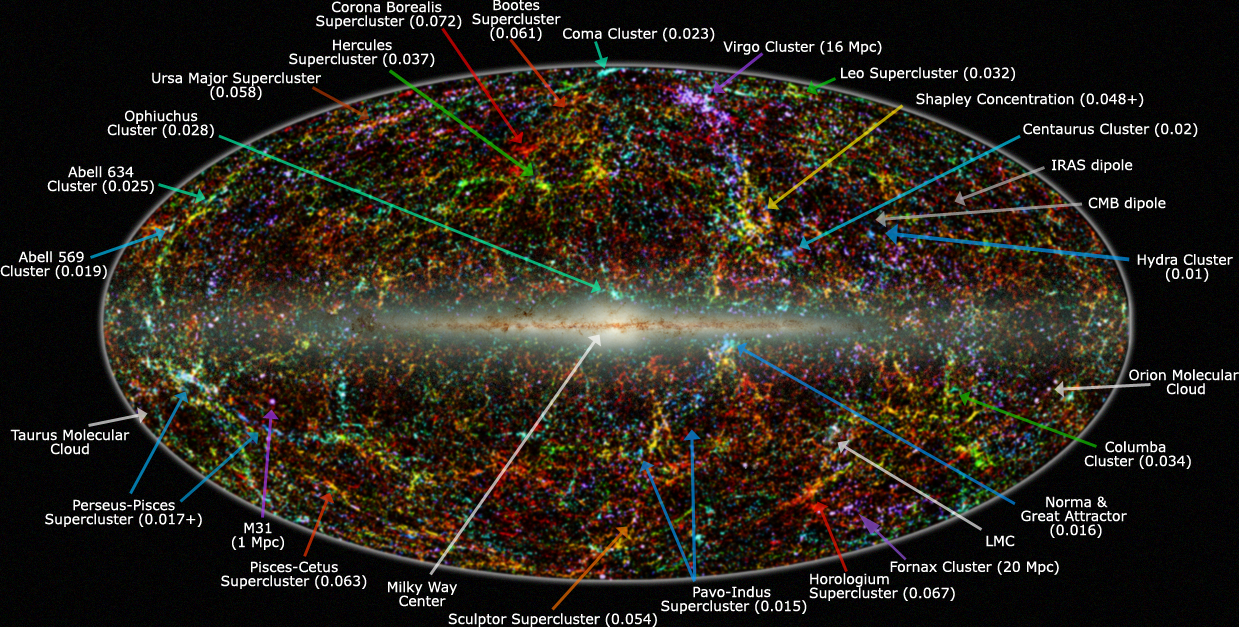
La mappa 2MASS XSC all'infrarosso